# Lepidium alyssoides
Lepidium alyssoides är en korsblommig växtart som beskrevs av Asa Gray. Lepidium alyssoides ingår i släktet krassingar, och familjen korsblommiga växter.

## Underarter
Arten delas in i följande underarter:
- L. a. alyssoides
- L. a. mexicanum